# Quintin
Quintin (Bretons: Kintin) is een gemeente in het Franse departement Côtes-d'Armor, in de regio Bretagne. De plaats maakt deel uit van het arrondissement Saint-Brieuc. Quintin telde op 1 januari 2022 2.743 inwoners.
Bezienswaardig onder meer het Kasteel van Quintin.

## Geografie
De oppervlakte van Quintin bedroeg op 1 januari 2022 3,12 vierkante kilometer; de bevolkingsdichtheid was toen 879,2 inwoners per km².
De onderstaande kaart toont de ligging van Quintin met de belangrijkste infrastructuur en aangrenzende gemeenten.

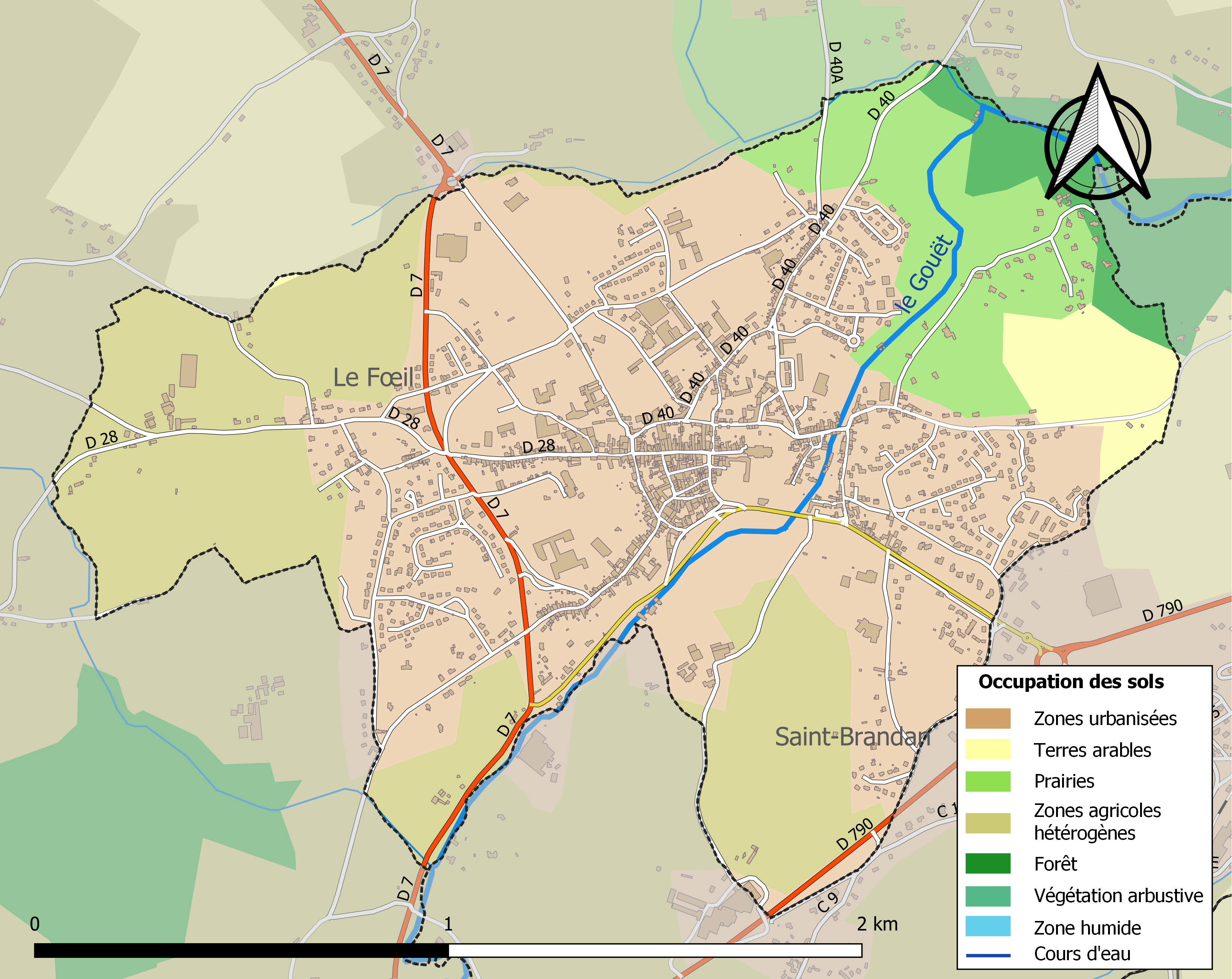

## Demografie
Onderstaande figuur toont het verloop van het inwonertal (bron: INSEE-tellingen). 